# Arnulf Letto
Arnulf Letto (* 1932 in Berlin) ist ein deutscher Maler, der lange Jahre die Kunstszene in Schwäbisch Gmünd mitprägte und heute in der Nähe von Uzès lebt.

## Leben
Arnulf Letto absolvierte von 1948 bis 1951 eine Ausbildung als Schriftenmaler. Anschließend studierte er bis 1957 Freie Malerei an der Hochschule für Bildende Künste Berlin unter anderem bei Hans Uhlmann, Alexander Camaro und Emil Schumacher. Er war Meisterschüler und erhielt ein Max-Beckmann-Stipendium.
Ab 1956 schuf er Bilder mit konstruktiven Gestaltungselementen, reduzierte aber ab 1959 seinen Formenkanon auf gleichmäßige Unterteilungen in Rechtecke und Quadrate unter Ausschluss von Farbe, um sich schließlich auf Grauwerte zu beschränken. Er beschäftigte sich auch mit dem Lichteinfall auf Farben und Flächen und fertigte Objekte an, die durch mit Grauzonen aufgeteilte Felder durch einen speziellen Lichteinfall Scheinwölbungen beim Betrachter hervorrufen.
Ab 1962 lebte Letto in Stuttgart, wo er als Atelierleiter eines Werbestudios arbeitete. Von 1969 bis zu seiner Frührente im Jahre 1991 war er bei der Firma Carl Zeiss in Oberkochen als Werbegrafiker beschäftigt. Dort arbeitete auch seine zweite Ehefrau Françoise, eine Französin, als Übersetzerin. Aus dieser Ehe stammt die Tochter Nora. Aus seiner ersten Ehe mit der Fotografin Ingrid Letto stammen die Kinder Béla und Simone.
1974 zog Arnulf Letto nach Schwäbisch Gmünd um, wo er mit  Walter Giers, Ed Sommer, Eckhart Dietz und Hans Kloss maßgeblich die Kunstszene prägte. Inzwischen ist er der letzte Überlebende dieser Gruppe.
Seit dem Jahr 1996 lebt und arbeitet Letto in Straßburg und in Südfrankreich, wo er heute mit seiner Ehefrau Françoise in Saint-Quentin-la-Poterie bei Uzès im südfranzösischen Département Gard lebt.